# На межі (фільм, 2012)
«На межі» (англ. Man on a Ledge) — американський кримінальний трилер режисера Асгера Лета, в головних ролях — Сем Вортінгтон, Джеймі Белл, Елізабет Бенкс та Ед Гарріс. Фільм був знятий в Нью-Йорку. Прем'єра в Україні відбулася 2 лютого 2012 року.

## Сюжет
Чоловік заселяється у готель в Нью-Йорку (готель «Рузвельт»), оплачує номер, з'їдає сніданок, ретельно витирає усі відбитки пальців, а потім вилазить на карниз і готується стрибати вниз. Прибулих на місце дії поліцейських він просить викликати Лідію Мерсер (Елізабет Бенкс), спеціаліста з перемовин. Прибула на місце події Мерсер починає вести переговори з людиною, особу якого поліцейські не зуміли встановити.
По ходу фільму ми дізнаємося, що цей чоловік — Нік Кессіді (Сем Вортінгтон), засуджений злочинець, який скоїв втечу під час похорону свого батька. Кессіді — колишній поліцейський, засуджений на 25 років ув'язнення.
Тим часом з'ясовується, що герой фільму виліз на карниз не для того, щоб здійснити самогубство, а для того щоб пограбувати ювелірний магазин навпроти готелю, що належить мільйонеру Девіду Інгландеру (Ед Гарріс). Зухвале пограбування здійснюють брат Ніка Джоуї (Джеймі Белл) зі своєю дівчиною Енджі (Генезис Родрігез). А Нік координує операцію через гарнітуру.
Класичний фільм-пограбування стає кримінальною драмою, коли Кессіді зізнається Мерсер, що не крав у Інгландер діамант вартістю 50 мільйонів доларів. Кессіді каже, що його «підставили» Інгландер і колеги-поліцейські, що він не винен і хоче це довести. Він просить Мерсер ініціювати внутрішнє розслідування і з'ясувати, хто допоміг посадити його за ґрати.
По ходу фільму глядачі розуміють, що Кессіді, швидше за все, підставили Данте Маркус (Тітус Веллівер), керівний нинішньої операцією, і його колишній напарник Майк Аккерман (Ентоні Макі), який упізнавши Ніка в телепередачі, знаходить його притулок і намагається приховати докази.
Джоуї і Енжі вдається розкрити сейф в сховище ювелірного магазину, але діаманта вони там не знаходять. Тоді Джоуї активує охоронну систему будівлі. Інгландер йде в сховище, відкриває другий сейф і дістає звідти діамант, який вважався зниклим. З'ясовується, що бізнес Інгландер з торгівлі нерухомістю сильно постраждав під час кризи 2009 року. Компанія опинилася на межі банкрутства і мільйонер вирішив інсценувати викрадення діаманта, щоб отримати страхову виплату.
Джоуї вдається забрати діамант у Інгландера і передати його Ніку, однак потрапляє в руки Маркуса. Під час сцени на даху готелю Маркус пропонує Ніку повернути діамант мільйонерові в обмін на життя брата. Інгландер отримує діамант і йде, а в Маркуса стріляє Майк Аккерман. Лідія Мерсер теж переходить на сторону Кессіді, оскільки перевірила його історію і почала вірити у невинність колишнього поліцейського.
Побачивши Інгландера, який неквапливо йшов по вулиці, Кессіді зважується на відчайдушний стрибок з даху будівлі на встановлену пожежниками надувну подушку, підбігає до мільйонера, виймає у нього з кишені діамант і демонструє його присутніх роззявам і пресі. Інгландера тут же заарештовують.
У фіналі фільму Нік іде з Мерсер в бар, де знайомить зі своїм живим батьком і братом. Джоуї Кессіді робить пропозицію Енджі, діставши з кишені коробочку з дорогою обручкою, прикрашеною діамантом.

## У ролях
| Актор            | Роль                        |
| ---------------- | --------------------------- |
| Сем Вортінгтон   | Нік Кессіді                 |
| Елізабет Бенкс   | Лідія Мерсер                |
| Джеймі Белл      | Джої Кессіді                |
| Ентоні Макі      | Майк Аккерман               |
| Генезис Родрігез | Анджела 'Енджі' Марія Лопез |
| Ед Гарріс        | Девід Інглендер             |
| Кіра Седжвік     | Сьюзі Моралес               |
| Едвард Бернс     | Джек Догерті                |
| Тітус Веллівер   | Данте Маркус                |
| Вільям Седлер    | Службовець                  |

## Цікаві факти
- Частина зйомок проходила на висоті 66 метрів, за межами спеціально побудованої кімнати, на даху готелю «Рузвельт» в Нью-Йорку.
- Сем Вортінгтон боїться висоти, тому для нього перші виходи «на грань» були дуже небезпечні і давалися важко.